# Come Closer
Come Closer (em hebraico: קרוב אלי) é um filme de drama israelense-italiano de 2024 escrito e dirigido por Tom Nesher em sua estreia na direção. Estrelado por Lia Elalouf e Darya Rosenn acompanhados por Ido Tako, Yaakov Zada-Daniel e Netta Garti. É sobre uma jovem problemática que fica obcecada pela namorada de seu falecido irmão após sua morte repentina. Depois de ganhar o Prêmio Ophir de Melhor Filme, foi oficialmente selecionado como a entrada israelense para o Melhor Longa-Metragem Internacional no 97º Oscar, mas não foi indicado.

## Sinopse
A morte repentina do amado irmão mais novo de Eden a leva a tentar preencher o vazio que se abriu em sua vida. Logo, ela descobre que seu irmão tinha uma namorada secreta e com ela embarca em uma jornada emocional, complexa e perigosa.

## Produção
Nesher escreveu o roteiro do filme, inicialmente intitulado "Finalmente", que foi baseado em sua história pessoal. Ela foi a criadora mais jovem a receber financiamento do governo para produção cinematográfica. Em setembro de 2018, o irmão de Tom, Ari, morreu em um acidente de carro logo após seu aniversário de 17 anos. Como seu pai, o diretor de cinema Avi Nesher, é uma figura pública bem conhecida, a tragédia recebeu atenção especial da mídia, e o público demonstrou apoio à família.

## Elenco
- Lia Elalouf como Eden
- Darya Rosenn como Maya
- Ido Tako como Nati
- Yaakov Zada-Daniel como Shlomo
- Netta Garti como mãe
- Shlomi Shaban
- Ofek Pesach
- Yael Shoshana Cohen
- Lia Schon
- Shay Litman
- Shifra Cornfeld
- Karin Tepper
- Yotam Jonathan Rabino
- Inbar Livne
- Romi Halkin
- Hani Sirkis

## Lançamento
Teve sua estreia mundial em 6 de junho de 2024, no 23º Festival de Tribeca, e depois foi exibido em 22 de julho de 2024, no 41º Festival de Cinema de Jerusalém. Foi lançado comercialmente em 19 de setembro de 2024, nos cinemas israelenses.